# بیجین-گا
بیجین-گا، تصویر زنان زیبا (به ژاپنی: 美人画, Bijin-ga)، اصطلاحی عمومی برای تصاویر زنان زیبا در هنر ژاپنی است، به ویژه در چاپ کلیشهٔ چوبی، سبک اوکی‌یوئه، که قبل از عکاسی است.